# Girardia arizonensis
Girardia arizonensis és una espècie de triclàdide dugèsid que habita l'aigua dolça d'Arizona, Estats Units d'Amèrica.

## Morfologia
G. arizonensis presenta una aparença externa molt similar a la de G. dorotocephala. Els espècimens adults que es van collir de la localitat tipus, les fonts de Bog, mesuraven fins a 30 mm de longitud i 4 mm d'amplada. Els individus del rierol Rucker eren més prims. El cap és triangular i molt apuntat al seu extrem anterior, els costats poden ser rectes o lleugerament corbats. A la base del triangle hi ha un parell d'aurícules allargades, primers i apuntades que es mantenen aixecades mentre l'animal llisca. Darrere les aurícules el cos s'estreta lleugerament. Després els marges laterals divergeixen gradualment i segueixen quasi paral·lels fins a l'altura de l'aparell copulador, a partir del qual convergeixen de nou fins que es troben a l'extrem posterior apuntat i rom. Els dos ulls estan situats anteriors al nivell de les aurícules.
La coloració de la superfície dorsal dels espècimens de les fonts de Bog és marró, quasi negre, i la coloració de la superfície ventral és més clara. Si s'observen amb lupa, el pigment està quasi uniformement distribuït per tot el cos, sense taques més clares, com sí que es dona a G. dorotocephala. La boca i l'obertura genital es distingeixen com a petits punts blancs. Els espècimens del rierol Rucker presenten un color dorsal més clar, grisós, mentre la superfície ventral és quasi blanca, tot i que presenta punts de pigment dispersos.